# Bobby Watson (baloncestista)
Robert E. "Bobby" Watson (Owensboro, Kentucky; 22 de marzo de 1930-ibidem 31 de enero de 2017) fue unjugador de baloncesto estadounidense que disputó una temporada en la NBA. Con 1,83 metros de estatura, jugaba en la posición de base.

## Trayectoria deportiva

### Universidad
Jugó durante tres temporadas con los Wildcats de la Universidad de Kentucky, en las que promedió 10,4 puntos y 2,5 rebotes por partido. En 1951 ganó el Torneo de la NCAA, derrotando en la final a Kansas State por 68-58, anotando 8 puntos. Fue incluido en el mejor quinteto de la Southeastern Conference en 1951 y 1952.

### Profesional
Fue elegido en el Draft de la NBA de 1952 por Milwaukee Hawks, pero comenzó jugando con los Minneapolis Lakers, hasta que en el mes de diciembre fue traspasado de vuelta a los Hawks a cambio de Lew Hitch. En el total de la temporada promedió 2,8 puntos y 1,4 rebotes por partido.
Tras retirarse, regresó a su ciudad natal para entrenar al equipo de high school, logrando dos títulos nacionales, en 1972 y 1980.

## Estadísticas de su carrera en la NBA

### Temporada regular
| Temporada | Edad | Equipo             | Liga | P  | TIT | MIN  | TC  | TCA | %TC  | 3P | 3PA | %3P | TL  | TLA | %TL  | R.OF. | R.DEF. | REB | ASIS | ROB | TAP | PER | FP  | PTS |
| 1954-55   | 24   | TOTAL              | NBA  | 63 |     | 11.1 | 1.1 | 3.5 | .323 |    |     |     | 0.5 | 0.7 | .689 |       |        | 1.4 | 1.3  |     |     |     | 1.1 | 2.8 |
| 1954-55   | 24   | Minneapolis Lakers | NBA  |    |     |      |     |     |      |    |     |     |     |     |      |       |        |     |      |     |     |     |     |     |
| 1954-55   | 24   | Milwaukee Hawks    | NBA  |    |     |      |     |     |      |    |     |     |     |     |      |       |        |     |      |     |     |     |     |     |
| Total     |      |                    | NBA  | 63 |     | 11.1 | 1.1 | 3.5 | .323 |    |     |     | 0.5 | 0.7 | .689 |       |        | 1.4 | 1.3  |     |     |     | 1.1 | 2.8 |